# شریف‌آباد (کهریزک)
شریف‌آباد (کهریزک)، روستایی از توابع شهرستان کهریزک در استان تهران ایران است.

## جمعیت
این روستا در شهرستان کهریزک قرار دارد و براساس سرشماری مرکز آمار ایران در سال ۱۳۸۵، جمعیت آن ۳۱ نفر (۷خانوار) بوده‌است.